# Lomagenes delphacoides
Lomagenes delphacoides är en insektsart som beskrevs av Ronald Gordon Fennah 1945. Lomagenes delphacoides ingår i släktet Lomagenes och familjen Kinnaridae. Inga underarter finns listade i Catalogue of Life.